# Корнекти
Корнекти́ (каз. Көрнекті) — село у складі Бурабайського району Акмолинської області Казахстану. Входить до складу Урумкайського сільського округу.
Населення — 203 особи (2021; 229 у 2009, 272 у 1999, 295 у 1989).
Національний склад станом на 1989 рік:
- казахи — 100 %.

У радянські часи село також називалось Курнекти.